# Iván Alonso Lage
Iván Alonso Lage (21 de octubre de 1985) es un deportista español que compite en piragüismo en la modalidad de maratón.
Ganó once medallas en el Campeonato Mundial de Piragüismo en Maratón entre los años 2012 y 2024, y once medallas en el Campeonato Europeo de Piragüismo en Maratón entre los años 2013 y 2023.
Además, consiguió una medalla de bronce en los Juegos Mundiales de 2022.

## Palmarés internacional
| Campeonato Mundial | Campeonato Mundial             | Campeonato Mundial | Campeonato Mundial |
| Año                | Lugar                          | Medalla            | Competición        |
| ------------------ | ------------------------------ | ------------------ | ------------------ |
| 2012               | Roma (Italia)                  | Medalla de oro     | K1                 |
| 2012               | Roma (Italia)                  | Medalla de oro     | K2                 |
| 2013               | Copenhague (Dinamarca)         | Medalla de oro     | K2                 |
| 2013               | Copenhague (Dinamarca)         | Medalla de plata   | K1                 |
| 2014               | Oklahoma City (Estados Unidos) | Medalla de plata   | K1                 |
| 2014               | Oklahoma City (Estados Unidos) | Medalla de bronce  | K2                 |
| 2015               | Győr (Hungría)                 | Medalla de bronce  | K1                 |
| 2021               | Pitești (Rumania)              | Medalla de plata   | K1                 |
| 2021               | Pitești (Rumania)              | Medalla de bronce  | K1 (DC)            |
| 2022               | Ponte de Lima (Portugal)       | Medalla de bronce  | K1 (DC)            |
| 2024               | Metković (Croacia)             | Medalla de bronce  | K1 (DC)            |
| Campeonato Europeo |                                |                    |                    |
| Año                | Lugar                          | Medalla            | Competición        |
| 2013               | Vila Verde (Portugal)          | Medalla de oro     | K1                 |
| 2013               | Vila Verde (Portugal)          | Medalla de oro     | K2                 |
| 2014               | Piešťany (Eslovaquia)          | Medalla de plata   | K1                 |
| 2014               | Piešťany (Eslovaquia)          | Medalla de oro     | K2                 |
| 2015               | Bohinj (Eslovenia)             | Medalla de oro     | K2                 |
| 2015               | Bohinj (Eslovenia)             | Medalla de plata   | K1                 |
| 2016               | Pontevedra (España)            | Medalla de oro     | K2                 |
| 2019               | Decize (Francia)               | Medalla de bronce  | K1                 |
| 2022               | Silkeborg (Dinamarca)          | Medalla de plata   | K1 (DC)            |
| 2022               | Silkeborg (Dinamarca)          | Medalla de plata   | K1                 |
| 2023               | Slavonski Brod (Croacia)       | Medalla de plata   | K1                 |